# 2004 FU162
2004 FU162 (也可以寫為2004 FU162) 是在2004年3月31日15:35UTC以大約1地球半徑 (～6,400公里) 距離經過地球表面上空 (或是距離地心2.02地球半徑) 的一顆流星體。這是自2008年以來第三或第四最接近的天體。這個發現直到2004年8月22日才被公布。
相較之下，地球同步衛星的軌道大約是距離地心5.6地球半徑，GPS的軌道大約是3.17地球半徑。
他在太空中於44分鐘內只被觀測到4次，因此無所遵循，並且沒有發現之前的影像，不過，它的計算軌道被認為是"非常確定"。
估計2004 FU162的直徑只有6米，這意味著它在撞擊到地面之前，就會在因為大氣層的摩擦而燒掉。直徑50米以下的天體通常被列為流星體而不是小行星。
在2010年3月26日，它再來到距離地球0.0825AU (1,230萬公里) 處。
另一顆較大的流星體，2004 FH，在它之前兩週剛經過地球附近。

## 外部連結
- Orbital simulation（页面存档备份，存于） from JPL (Java) / Horizons Ephemeris（页面存档备份，存于）
- Near Earth Object Program（页面存档备份，存于） (at NASA.gov)
- MPEC 2004-Q22Archive.today的存檔，存档日期2012-12-11
- http://www.HohmannTransfer.com/mn/0408/22.htm（页面存档备份，存于）